# Konrad Gehringer
Konrad Gehringer (* 4. Juni 1939; † 12. Dezember 2003) war gelernter Kraftfahrzeugmechaniker, Busfahrer und hatte in Pforzheim einen Ein-Mann-Betrieb zur Herstellung elektronischer Orgeln.

## Leben
Bekannt wurde Gehringer vor allem als Erfinder und Entwickler des Speleonauts, einer Art Ein-Mann-U-Boot zur Erforschung von Unterwasserhöhlen. Diese Entwicklung war insbesondere für seinen Freund Jochen Hasenmayer gedacht, der damit den Blautopf erforscht.
Darüber hinaus engagierte er sich beim Deutschen Amateur-Radio-Club, Ortsgruppe Pforzheim, sowie bei der Deutschen Pfadfinderschaft Sankt Georg, Stamm Herz-Jesu Pforzheim.

## Patentanmeldungen (Auswahl)
- Patent  DE7101196U: Generatorbaustein für elektronische Orgeln. Angemeldet am 14. Januar 1971, veröffentlicht am 12. August 1971, Anmelder: Konrad Gehringer, Erfinder: Konrad Gehringer.‌
- Patent  DE7712093U1: Baustein für elektronische Orgeln. Angemeldet am 19. April 1977, veröffentlicht am 28. Juli 1977, Anmelder: Konrad Gehringer, Erfinder: Konrad Gehringer.‌